# Port lotniczy Menongue
Port lotniczy Menongue – międzynarodowy port lotniczy położony w Menongue, w Angoli.

## Linie lotnicze i połączenia
| Linia Lotnicza       | Kierunek  |
| -------------------- | --------- |
| TAAG Angola Airlines | 1. Luanda |